# セイレーンの呪い
「セイレーンの呪い」（セイレーンののろい、原題: The Curse of the Black Spot）は、イギリスのSFドラマ『ドクター・フー』の第6シリーズ第3話。スティーヴン・トンプソンが脚本、ジェレミー・ウェブが監督を務め、2011年5月7日にイギリスでは BBC One で、アメリカ合衆国ではBBCアメリカで初放送された。
本作では異星人のタイムトラベラー11代目ドクター（演:マット・スミス）と彼のコンパニオンのエイミー・ポンド（演:カレン・ギラン）およびローリー・ウィリアムズ（演:アーサー・ダーヴィル）が17世紀の海賊船に着陸する。海賊船はセイレーンに似た生物の脅威に晒されており、どれだけ小さな傷でも負傷した人間には掌に黒い染みが現れ、それからセイレーンが負傷者を崩壊させていく。
製作チームは海賊を主題としたエピソードを第6シリーズで製作したいと考え、主人公たちに冒険の上でリラックスさせて楽しませたいとも感じていた。本作はウェールズのコーンウォールの埠頭や Upper Boat Studios で主要撮影が行われた。「セイレーンの呪い」の視聴者数は785万人に達し、批評家からのレビューは賛否両論であった。Appreciation Index は86を記録した。

## プロット

### 前日譚
2011年4月30日、「静かなる侵略者」の放送直後にBBCは「セイレーンの呪い」の前日譚を公開した。前日譚は海賊船の独特な雰囲気のショットの短いモンタージュで構成されており、キャプテン・アベリーの日誌 "April the first, 1699; the good ship Fancy" の形で橋渡しされている。アベリーは8日間に亘って船が進まなくなり、乗組員が次々に敵に襲われる過程を描写し、乗組員全員が死ぬ運命にあることを恐怖する。

### 連続性
歴史上の海賊ヘンリー・アベリーは1966年の The Smugglers でアベリーの金の調査の一環の中で言及されている。「セイレーンの呪い」では「ドクターからの招待状」と「静かなる侵略者」で解決されなかったプロットポイントが再び登場している。エイミーとローリーはドクターの未来の死を懸念し、エイミーにはアイパッチを装着した女性（演:フランシス・バーバー）が一瞬だけ見え、ドクターは再びターディスのスキャナーを使ってエイミーの妊娠状態を検査するが、結果は明らかにならなかった。

## 製作

### 脚本とキャスティング
2011年1月、『ダウントン・アビー』の俳優ヒュー・ボネヴィルが『ドクター・フー』第6シリーズのエピソードに海賊のキャプテンとしてゲスト出演することが報じられ、主演のマット・スミスとカレン・ギラン両名はボネヴィルとの共演を喜んだ。ボネヴィルは以前に7代目ドクターのオーディオドラマ The Angel of Scutari でシドニー・ハーバートとニコライ1世を演じていた。2011年2月下旬には、女優兼モデルのリリー・コールが海の怪物としてキャスティングされたことが報じられた。プロデューサーたちは、美しく印象的で、幾分幽霊のような雰囲気を醸し出す女優を探していた。コールは早期の段階でキャスティングの候補に挙がり、提案された際に役を受け入れた。
本作はスティーヴン・トンプソンが執筆した。プロデューサーたちは公海を舞台とする『ドクター・フー』のエピソードを制作したいと考え、ドクターとコンパニオンたちにリラックスさせて楽しませたいという思いもあった。本作が海賊を主題としているため、プロデューサーたちは宝物・反乱・密航少年・板歩きの刑・嵐・剣・根っからの悪ではない善良な心を持った海賊など、海賊フィクションにある数多くの要素に本作を合わせようとした。「セイレーンの呪い」は元々第6シリーズの第9話として予定されていたが、シリーズの前半が暗くなりすぎると考えたエグゼクティブ・プロデューサーのスティーヴン・モファットが撮影前に順番を変更した。

### 撮影と効果
撮影は主にウェールズのコーンウォールと Upper Boat Studios で行われた。下側のデッキはスタジオでセットが組み立てられたが、海賊船の外装はコーンウォールの埠頭で撮影され、その際は観客に見られないようにすることが主な課題だった。製作チームは霧を再現するためにスモークマシンを設置し、嵐を製作するために送風機と雨降らし機を用い、特に雨降らし機は1万5000リットルの水を放水した。送風機のノイズは撮影中はコミュニケーションに支障をきたした。水浸しになることを予想し、埠頭に居たキャストは服の下にドライスーツを着用していた。嵐のシーンの撮影が始まる前にアーサー・ダーヴィルは海に投げ出されるスタントをすることを聞き、演技に意欲的になった。なお、このスタントはボディダブルが演じた。
コールが船上に出現するシーンでは、彼女が飛んでいるように見せるためハーネスを使って撮影がなされた。彼女がドレスを着用してメイクも施していたため、スタジオの通常のグリーンスクリーンはブルースクリーンに置き換えられた。ハーネスを点けて空を飛ぶことを彼女は楽しいと感じたが、数時間後には痛みを感じたという。ギランは本作で彼女自身がスタントを演じることを許可され、剣を手にして実際に演技した。ギランはぶら下がって船を横切ることも認められたが、エイミーがセイレーンに吹き飛ばされるシーンはスタントダブルが必要とされた。病室のセットも同じくスタジオで組み立てられ、ベッドは紐づけされていたため横ずれしがちであった。ベッドに横たわるように頼まれたキャストメンバーは、動きを制限するため、その場に留まって大きく呼吸しないようにとさえ指示された。

## 放送と反応
「セイレーンの呪い」の初放送はイギリスでは BBC One で2011年5月7日の午後6時15分から午後7時までで、同日にアメリカではBBCアメリカで放送された。イギリスでは当夜の視聴者数の速報値は621万人に達し、この見積りに基づくと視聴者数は「静かなる侵略者」から80万人増加したことになる。最終合計値は785万人に上り、番組視聴占拠率は35.5%を記録、放送日の夜ではITV1の『ブリテンズ・ゴット・タレント』に次いで2番目に多くの視聴者を獲得した。BBC iPlayer でも100万回近く視聴され、Appreciation Index は86を記録した。
日本では『ドクター・フー ニュー・ジェネレーション』第2シリーズとして2016年8月から第6シリーズのレギュラー放送がAXNミステリーにて始まり、「セイレーンの呪い」は8月11日午後10時から放送された。同日午後11時5分からは続けて「ハウスの罠」が放送された。

### 批評家の反応
「セイレーンの呪い」は一般にテレビ評論家から賛否両論のレビューを受けた。ガーディアン紙のダン・マーティンは「ドクターからの招待状」や「静かなる侵略者」と比較して「『セイレーンの呪い』はややあっけない結末だ」と考えたが、クラシックシリーズによく似た「高いコンセプトと綺麗な瞬間で強化された、良い古風な駆け引きだ」とも感じた。彼はセイレーン役のリリー・コールを称賛したが、アベリーのキャラクター性を批判した。後にマーティンは当時放送されていなかった「ドクター最後の日」を除く第6シリーズの12話分の中で本作を最低のエピソードに位置付けた。IGNのマット・リズレイは本作に10点満点中7点の評価を与え、「素晴らしい台詞がある」「宇宙海賊の捻りは使い古されたジャンルのプロットにしては爽やかなSF的転回だ」と認めたが、セイレーンは怖ろしく確かな『ドクター・フー』の悪役としての質を欠いているとして批判した。
デイリー・テレグラフのギャヴィン・フラーはエピソードが十分信頼できるものではないと感じ、ボネヴィルの演技について「乗組員は彼を冷酷で貪欲な人殺しだと主張していたが全くそんなことがなかった」と述べ、もし乗組員がさらに深いな人物ならセイレーンの脅威にさらなる効力を与えられただろうと論評した。彼はコールについては「まともな十分な仕事をした」と感じ、セイレーンが本作で「最も実現されたこと」であると主張し、海賊の衣装を着た非常に魅惑的なカレン・ギランをわずかにだけ上回ったとした。Den of Geek のサイモン・ブリューは本作を『LOST』の"大規模で好奇心をそそる"クリフハンガーと対比するところからレビューを始め、「他のあまり興味のないものにそれてしまった」と述べ、「静かなる侵略者」の終盤での少女の再生が本作で説明されなかったことを批判した。しかし、彼は「それでも『セイレーンの呪い』を楽しめた」と述べ、エピソードの製作の価値や黒い点の正体には肯定的な反応を示した。SF雑誌SFXのニック・セッチフィールドはエピソードの見せ場は"ゾクゾクするような海の雰囲気"と、"全ての事実を即座に理解するのではなく状況に合わせて思考をリロードするドクター"であると意見した。しかし、彼は物語に批判的であり、「海賊と『ドクター・フー』は火薬と信頼できるフリントロック式銃くらい燃焼性のあるミックスになるはずだが、最終的にこのグロッグタイムの糸は約束を守っていない」と主張した。
デジタル・スパイのモーガン・ジェフェリーは「仕組みを変えるような開幕の二部作から続き、今週の『ドクター・フー』は、より伝統的な冒険シーンのためのムードと雰囲気と共に、我々にペースの本当の変化をもたらしている」と述べた。ジェフェリーはボネヴィルの演技を絶賛した。コールの役については「優美に浮く以外のこと与えられていない」と批判したが、「イングランド人のモデルは確かにそんな風に見え、適切に判断された特殊効果が人を掻き乱す美しいセイレーンとしての彼女の演技を手助けしている」とも述べた。また、ジェフェリーはエイミーとローリーについて「カレン・ギランとアーサー・ダーヴィル共に良い演技だった」と述べたが、ローリーが余りに死にすぎているとしてシリーズを批判し、ローリーをアニメ『サウスパーク』の登場人物ケニー・マコーミックに否定的になぞらえた。ジェフェリーは本作を5つ星中星3つと評価し、「ドクターからの招待状」や「静かなる侵略者」と比較してやや面白くないと結論した。